# Ruderfrösche

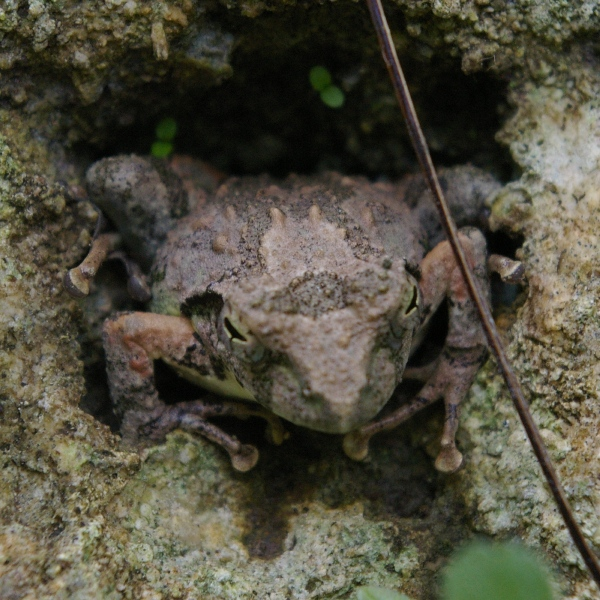
Buergeria japonica

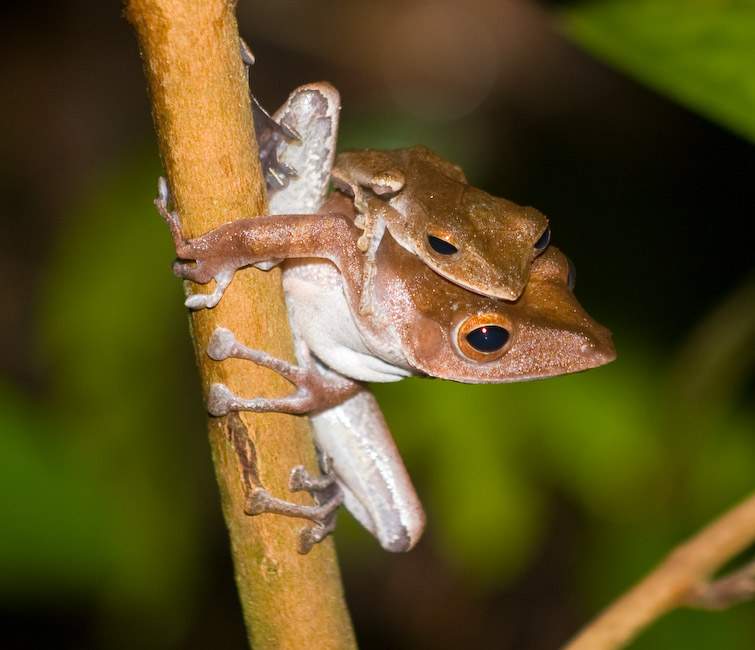
Polypedates colletti

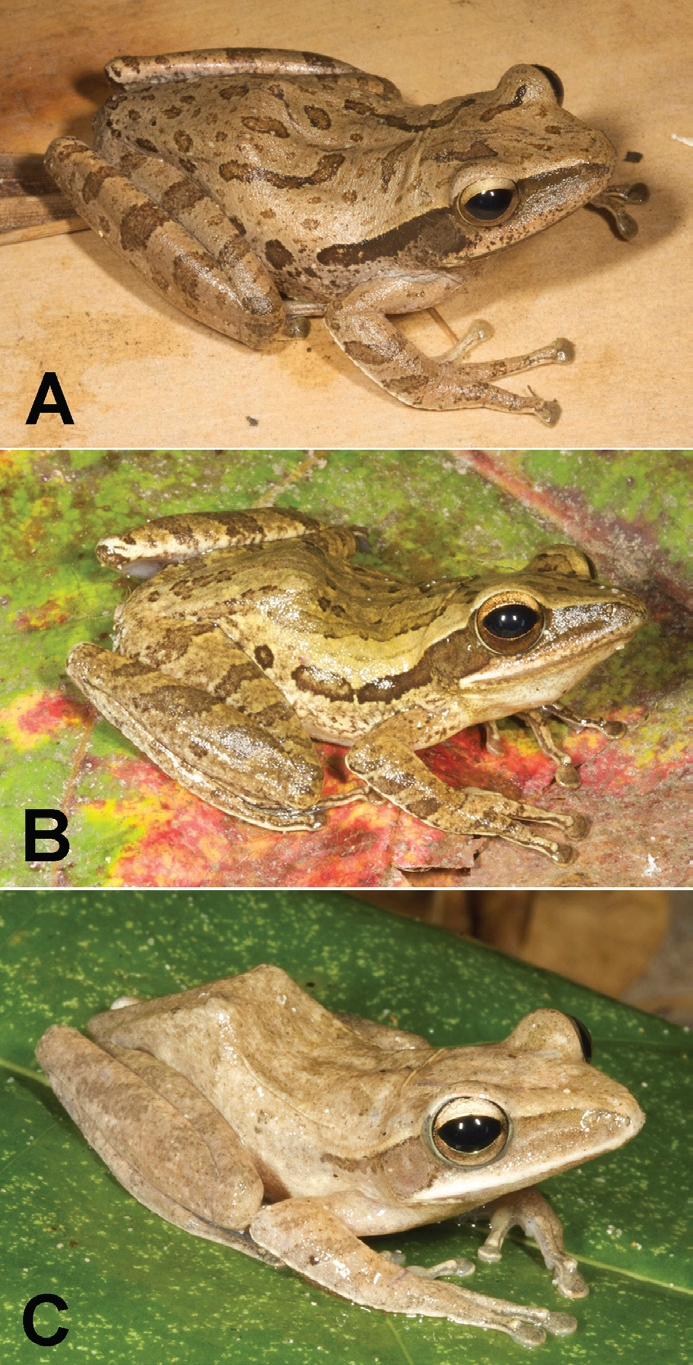
Verschiedene Farbformen des Weißbart-Ruderfroschs (Polypedates leucomystax)

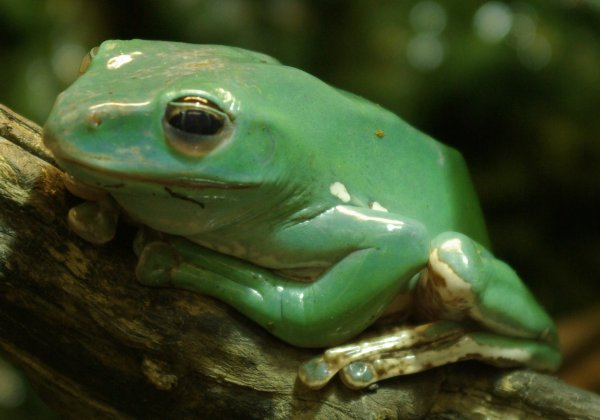
Rhacophorus dennysi

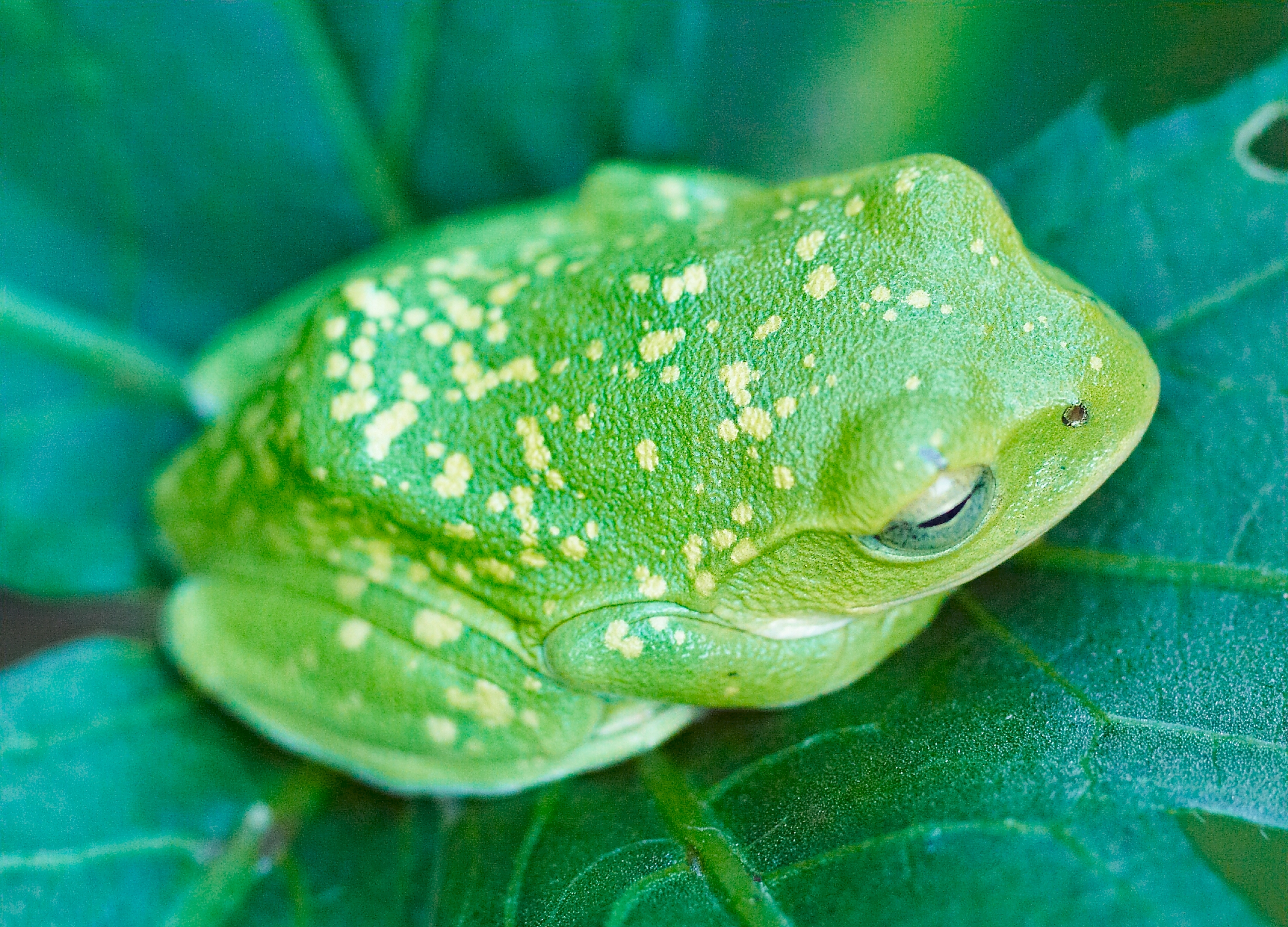
Rhacophorus schlegelii

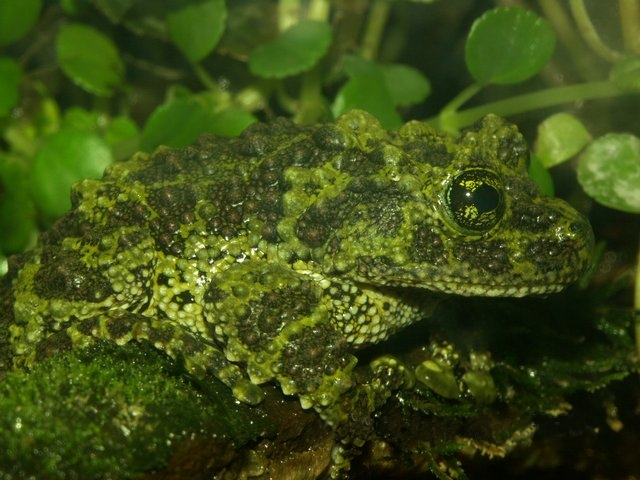
Theloderma corticale

Ruderfrösche (Rhacophoridae) bilden eine Familie der Amphibien. Es handelt sich um laubfroschartig aussehende, kleinere bis mittelgroße Froschlurche, die im tropischen Afrika sowie in Südost- und Ostasien vorkommen. Im Englischen werden sie auch als „Altwelt-Laubfrösche“ bezeichnet – als Gegensatz zu der schwerpunktmäßig in Amerika verbreiteten Familie der Laubfrösche (Hylidae). Sie stehen verwandtschaftlich allerdings den Echten Fröschen (Ranidae) näher.

## Merkmale
Ruderfrösche leben auf Bäumen und besitzen dazu als Kletterhilfe verbreiterte Haftscheiben an den Finger- und Zehenenden. Wie die Echten Frösche weisen sie diplasiocoel geformte Rückenwirbel auf, manche auch procoele (vorn eingebuchtete). Analog zu den Laubfröschen haben sie zwischen dem jeweils vorletzten und letzten Finger- und Zehenglied einen Zwischenknorpel, der es in jeder Stellung der Gliedmaßen erlaubt, die Haftscheiben auf die Unterlage zu pressen. Die meisten Arten besitzen große Augen mit waagerechten Pupillen und grüne, braune, graue oder schwarz-weiße Rückenfarben. Dazu haben ihre Schenkelinnenseiten oft grellbunte Färbungen, welche Fressfeinde verwirren sollen, wenn die Frösche wegspringen und dabei die Farben sichtbar werden.
Am bekanntesten sind diverse auch als „Flugfrösche“ bezeichnete Vertreter der Gattung Eigentliche Ruderfrösche (Rhacophorus), die mit ihren überdimensionalen, dunklen oder bunten Spannhäuten zwischen den Fingern und Zehen mehrere Meter gleitend durch die Luft fliegen können.

## Fortpflanzung
Zur Fortpflanzung produzieren die weiblichen Ruderfrösche vor der Eiablage eine Flüssigkeit, die sie mit Hilfe ihrer Hinterbeine zu einer Schaummasse schlagen (bei manchen Arten wirken die Männchen beim Schaumschlagen mit). In dieses an Blätter oder Zweige oberhalb von Gewässern gehängte Schaumnest legt das Weibchen die Eier, die dabei vom Männchen befruchtet werden. Später fallen bei den meisten Arten daraus die Kaulquappen ins Wasser, nachdem Regen oder Sekrete der Larven den Schaum verflüssigt haben. Ihre Larvenentwicklung mit der Metamorphose zum Landtier vollenden sie dann im Gewässer. Der Ceylonesische Ruderfrosch (Pseudophilautus microtympanum) legt wenige dotterreiche Eier an Baumrinde ab, wo sie vom Weibchen bewacht werden, bis fertige Jungfrösche schlüpfen.

## Vorkommen
Die Familie Rhacophoridae ist in Afrika südlich der Sahara sowie im östlichen Asien vom indischen Subkontinent (einschließlich Sri Lanka) über Südostasien mit dem indonesischen Archipel (ohne Neuguinea) bis zu den Philippinen, nach Taiwan und Japan verbreitet. Vorwiegend werden tropische Regenwälder bewohnt; Arten der Gattung Chiromantis sind aber auch an das Leben in trockeneren Savannen angepasst.

## Taxonomie
In früheren Systematiken wurden noch einige afrikanische Gattungen der Riedfrösche (Hyperoliidae) den Ruderfröschen zugerechnet. Andere Autoren zählten die Ruderfrösche als Unterfamilie zu den Echten Fröschen (Ranidae) oder auch zu den Riedfröschen. Heute werden meist zwei Unterfamilien innerhalb der Familie Rhacophoridae getrennt, wobei Buergeriinae aus lediglich einer Gattung (Buergeria) mit sechs Arten besteht, während die Unterfamilie Rhacophorinae 454 Arten in 22 Gattungen umfasst. Einzelne Spezies, unter anderem in der mit 80 Arten größten Gattung Pseudophilautus, gelten heute bereits als ausgestorben.
Die Gattung Chirixalus Boulenger, 1893 galt seit 2006 als Synonym zu Chiromantis, wurde jedoch 2020 mit sechs Arten wiedererrichtet.
Unterfamilie Buergeriinae Channing, 1989
- Gattung Buergeria Tschudi, 1838 (6 Arten)

Unterfamilie Rhacophorinae Hoffman, 1932
Stand: 5. Juli 2024
- Gattung Beddomixalus Abraham et al., 2013[1] (1 Art)
- Gattung Chirixalus Boulenger, 1893 (6 Arten)
- Gattung Chiromantis Peters, 1854 (4 Arten)
- Gattung Feihyla Frost, Grant, Faivovich, Bain, Haas, Haddad, de Sá, Channing, Wilkinson, Donnellan, Raxworthy, Campbell, Blotto, Moler, Drewes, Nussbaum, Lynch, Green & Wheeler, 2006 (15 Arten)
- Gattung Ghatixalus Biju, Roelants & Bossuyt, 2008[5] (3 Arten)
- Gattung Gracixalus Delorme, Dubois, Grosjean & Ohler, 2005 (16 Arten)
- Gattung Kurixalus Ye, Fei, & Dubois in Fei, 1999 (24 Arten)
- Gattung Leptomantis Peters, 1867 (13 Arten)
- Gattung Liuixalus Li, Che, Bain, Zhao, and Zhang, 2008 (6 Arten)
- Gattung Mercurana Abraham et al., 2013[1] (1 Art)
- Gattung Nasutixalus Jiang, Yan, Wang & Che, 2016 (3 Arten)
- Gattung Nyctixalus Boulenger, 1882 (3 Arten)
- Gattung Orixalus Dubois, Ohler & Pyron, 2021 (4 Arten)
- Gattung Philautus Gistel, 1848 (54 Arten)
- Gattung Polypedates Tschudi, 1838 (25 Arten)
  - Polypedates leucomystax – Weißbart-Ruderfrosch
- Gattung Pseudophilautus Laurent, 1943 (78 Arten)
- Gattung Raorchestes Biju, Shouche, Dubois, Dutta & Bossuyt, 2010 (76 Arten)
- Gattung Rhacophorus Kuhl & Hasselt, 1822 – Eigentliche Ruderfrösche (46 Arten)
- Gattung Tamixalus Dubois, Ohler & Pyron, 2021 (1 Art)
- Gattung Taruga Meegaskumbura, Meegaskumbura, Bowatte, Manamendra-Arachchi, Pethiyagoda, Hanken & Schneider, 2010[6] (3 Arten)
- Gattung Theloderma Tschudi, 1838 (29 Arten)
- Gattung Zhangixalus Li, Jiang, Ren, and Jiang, 2019 (43 Arten)[7]

Die Gattung Dendrobatorana Ahl, 1927 mit der Art Dendrobatorana dorsalis wird meist als incertae sedis, also systematisch unklares Taxon gekennzeichnet.
Die Gattung Frankixalus mit der einzigen Art Frankixalus jerdonii Biju, Senevirathne, Garg, Mahony, Kamei, Thomas et al., 2016 wurde mit Nasutixalus synonymisiert.
Der Gattungsname Liuixalus Li, Che, Bain, Zhao & Zhang, 2008 wurde durch Romerus ersetzt, jedoch 2023 wieder rückgängig gemacht.
Die Gattung Rohanixalus Biju, Garg, Gokulakrishnan, Chandrakasan, Thammachoti, Ren et al., 2020 mit 9 Arten wurde zu Feihyla gestellt. Die Gattung Vampyrius Dubois, Ohler & Pyron, 2021 mit nur einer Art (Vampyrius vampyrus) wurde 2024 wieder in die Gattung Rhacophorus gestellt.